# Jeremy Simmons
Jeremy Simmons (Zachary, 11 agosto 1989) è un cestista statunitense, professionista in Europa e Asia.

## Carriera
Dopo i quattro anni al College of Charleston (13,27 punti di media nell'anno da senior), in cui è compagno di squadra di Andrew Goudelock, firma in Polonia, al Starogard Gdański (10,81 punti), mentre la stagione successiva è in Slovacchia all'Astrum Levice (12,64 punti). L'anno successivo al Sukhumi, in Georgia, aumenta le sue statistiche giocando a 16,23 punti e 10,85 rimbalzi a partita, ma a gennaio 2014 lascia la squadra per trasferirsi da aprile, in Arabia Saudita, dove vince il campionato con la maglia dell'Al-Ittihad Gedda. Nel biennio successivo è nella Serie A2 italiana, giocando due ottime stagioni in maglia Scafati Basket (17 punti nella prima, 14,9 punti e 8,1 rimbalzi nella seconda, in cui la squadra raggiunge le semifinali play-off e vince la Coppa Italia LNP). Nel giugno 2016 passa in Belgio dove gioca due stagioni con Brussels Basketball, raggiungendo la finale scudetto nella prima. Il 26 giugno 2018 firma con la Poderosa Basket Montegranaro, tornando pertanto in Italia. Il 23 giugno 2019, viene ingaggiato dalla Pallacanestro Varese ritrovando tra l'altro a distanza di tre anni, il suo ex compagno ai tempi di Scafati Josh Mayo. Nel luglio 2020 viene ingaggiato dai turchi del Tofas Bursa.

## Palmarès
- Campionato di pallacanestro dell'Arabia Saudita: 1

Al-Ittihad Gedda: 2013-2014
- Coppa Italia LNP: 1

Scafati Basket: 2016
- Supercoppa polacca: 1

Starogard Gdański: 2011